# 小行星53311
小行星53311（53311 Deucalion）是海王星外天體，位於古柏帶中，深度黃道巡天於1999年發現該天體。
該小行星以希臘神話的人物杜卡利翁來命名。